# Tchitrec céleste
Hypothymis coelestis
Espèce
Statut de conservation UICN

 VU A2c+3c+4c;C2a(i) : Vulnérable
Le Tchitrec céleste (Hypothymis coelestis) est une espèce d'oiseaux de la famille des Monarchidae.

## Répartition
Cette oiseau est endémique des Philippines.

### Sous-espèces
Selon la classification de référence du Congrès ornithologique international (version 15.1, 2025) il se répartit en deux sous-espèces :
- Hypothymis coelestis coelestis Tweeddale, 1877 — Luçon, Samar, Dinagat, Mindanao, Basilan et Tawi-Tawi ;
- Hypothymis coelestis rabori Rand, 1970 — Sibuyan et Negros.